# Melo

Położenie miasta Melo w departamencie Cerro Largo

Melo – miasto we wschodnim Urugwaju, na wschodnim krańcu niewysokiego pasma Cuchilla Grande, na wysokości 80 m n.p.m. Położone jest około 60 km od granicy z Brazylią. Ludność: 50,6 tys. (2004). Ośrodek administracyjny departamentu Cerro Largo.
Miasto zostało założone 27 czerwca 1795 przez reprezentującego Królestwo Hiszpanii Agustína de la Rosę. Melo zachowało charakterystyczny szachownicowy układ ulic. Na początku XIX wieku miasto było wielokrotnie niszczone podczas walk z Portugalczykami z Brazylii. 
W Melo znajduje się końcowa stacja kolei ze stolicy Montevideo. Miasto to również ważny węzeł drogowy w tej części kraju. Posiada własny port lotniczy.